# Об'єднання бувших вояків-українців у Великій Британії
Об'єднання бувших вояків-українців у Великій Британії (англ. Association of Ukrainian Former Combatants in Great Britain) — найбільше об'єднання колишніх українських військовослужбовців, головно колишніх вояків дивізії «Галичина», які поселилися в Великій Британії після Другої світової війни.

## Історія
Проект створення організації українських вояків існував ще в таборах у Ріміні (Італія). Тоді планувалося створити об'єднання виключно з колишніх вояків дивізії «Галичина». Проте швидко від цього відмовилися. Протягом 1946 року до Великої Британії прибуло до 20 тис. вояків-українців з різних частин. Після визволення їх з таборів військовополонених у 1948 році почалася робота зі створення ветеранської організації.
Засноване у липні 1949 року на загальному з'їзді українських вояків було створено Об'єднання бувших вояків-українців у Великій Британії (ОбВУ) з метою плекання військових традицій, підвищення військових знань членів, допомоги воєнним інвалідам тощо. В ОбВУ почали вступати бувші вояки з різних армій і формацій: з I Української дивізії УНА, німецької, польської, австрійської, червоної армії, Карпатської Січі, УПА, Українського леґіону і Української Галицької армії, Дружини українських націоналістів, холодноярці тощо.
Вже 1953 році було 74 відділи та 52 гуртки при 4853 членах. Проте до початку 1960-х років їхня кількість скоротилася. У 1965—1966 роках було 47 відділів і 7 гуртків при 1718 членах. Таке зменшення спричинене виїздом членів за кордон, переважно до США і Канади. У 1978 році трохи збільшилася — до 1802 осіб.
Є членом Європейського Конгресу Українців, Світової Ради Українських Комбатантських Організацій, тісно співпрацює з Союзом українців у Великій Британії.

## Сучасність
Було активне до початку 2010-х років. Після цього на деякий час настав спад у діяльності. Відродженню Об'єднання бувших вояків-українців у Великій Британії сприяли події Євромайдана та Революції Гідності в Україні в 2013—2014 роках, а потім російська агресія в Криму та на Донбасі. Натепер активно співпрацює з іншими організаціями та товариствами українців у Великій Британії, а також Посольством України щодо інформаційної підтримки дій України, надання всілякої допомоги воякам АТО. Проте існування Об'єднання, що за своїм складом є ветеранською організацією, має незначні перспективи, оскільки не відбувається її поповнення.

## Організація
На чолі стоїть Головна управа, що складається з голови, заступників, скарбничого, секретаря, діє контрольна комісія. Суд честі (раніше називався Мировий суд). Оперативно питання вирішує президія (централя) Головної Управи ОБВУ. Спочатку обиралися на щорічних з'їздах, починаючи з 1957 року. З 1962 року — 1 раз на 2 роки. Обирається на Загальних зборах (з'їздах). Осідок розташовано в Лондоні.
На всій території створено округи («Захід», «Ланкашір», «Лондон», «Шотландія», «Південь», «Середня Англія», «Лінколншір», «Йоркшір»), які очолює окружна управа. Щорічно проходять окружні конференції. Їхні кількість та назви час від часу змінювалися (так, у 1957 році було 6 округів — «Бедфордшір», «Лондон», «Мідланд», «Ланкашір», «Йоркшір», «Шотландія»).
В свою чергу округи поділено на відділи, яких є 32. У відділах проходять щорічні загальні збори, де обирається управа відділу. Щороку в усіх підрозділах проходять звіти управ про свою діяльність. Діє 7 гуртків.
Для відзначення членів Об'єднання було встановлено такі нагороди: «Медаль ОБВУ за довголітню працю» (1974 рік), «Почесна відзнака ОБВУ „За заслуги“» (1978 рік), золота й бронзові медалі «За заслуги» (1981—1982 роки), Золотий хрест I класу. Срібний хрест 2 класу, Бронзовий хрест 3 класу (1985—1986 роки), Хрест заслуги (1986—1987 роки), Золотий хрест з мечами (1987—1988 роки), Пропам'ятний хрест 40-річчя ОБВУ (1988—1989 роки).

### Голови
- Михайло Длябога — у 1949—1953 роках
- Михайло Білий-Карпинець — у 1953—1973 роках
- Теодор Кудлик — у 1974—1978 роках
- Богдан Микитин — у 1978—1986 роках
- Святомир-Михайло Фостун — у 1986—2004 роках
- Іван Равлюк — з 2004 року

## Заходи
У 1950-х роках влаштовувало курси військових інструкторів. За ініціативою Об'єднання 1959 року було створено Клуб Старшин Українців. В 1950-х роках була добре розвинена спортивна ділянка, діяли 17 спортивних гуртків. Велика увага приділялася також харитативним справам. ОБВУ надавало матеріальну допомогу українським інвалідам в Австрії та ФРН. В тих роках діяли в системі Об'єднання 18 допомогових груп. Протягом 1953—1957 років сформували українські відділи у Едінбурзі, Болтоні та Манчестері при британській парамілітарній організації «Home Guard».
У 1960—1970 роках приділялась особлива увага поглибленню військознавства серед членів ОБВУ.

## Інформаційна діяльність
ОбВУ видавав журнал «Сурмач», що виходив з 1955 по 1997 року, спочатку як двомісячник, згодом квартальник, з середини 1960-х років — річник.
За ініціативи Об'єднання протягом 1960-1980-х років видано 14 книг, брошури й лекції військово-історичного змісту. Також вийшла друком «Етнографічна мапа Південно-Західної України (Галичини)» Володимира Кубійовича. У 1964, 1980 та 1990 роках вийшли 3 альманахи, де зібрано матеріали про діяльність Об'єднання бувших вояків-українців у Великій Британії